# Mailly-le-Château
Mailly-le-Château è un comune francese di 593 abitanti situato nel dipartimento della Yonne nella regione della Borgogna-Franca Contea.

## Società

### Evoluzione demografica
Abitanti censiti